# 文治 (日本)
文治（1185年八月十四日至1190年四月十一日）是日本的年號之一。這個時代的天皇是後鳥羽天皇，由後白河法皇實施院政。武家首領是前右兵衛權佐源賴朝。

## 改元
- 元曆二年八月十四日（1185年9月9日） 改元文治
- 文治六年四月十一日（1190年5月16日） 改元建久

## 出處
《禮記·祭法》：「湯以寬治民而除其虐，文王以文治，武王以武功去民之菑；此皆有功烈於民者也」。

## 大事記
- 文治五年：奧州合戰爆發，奧州藤原氏滅亡。

## 紀年、西曆、干支對照表
| 文治       | 元年    | 二年   | 三年   | 四年   | 五年   | 六年   |
| ---------- | ------- | ------ | ------ | ------ | ------ | ------ |
| 儒略曆日期 | 1185年  | 1186年 | 1187年 | 1188年 | 1189年 | 1190年 |
| 平氏之年號 | 壽永4年 |        |        |        |        |        |
| 干支       | 乙巳    | 丙午   | 丁未   | 戊申   | 己酉   | 庚戌   |